# Kevin Velasco
Kevin Andrés „Foca” Velasco Bonilla (ur. 30 kwietnia 1997 w Cali) – kolumbijski piłkarz występujący na pozycji skrzydłowego, reprezentant Kolumbii, od 2025 roku zawodnik brazylijskiego Athletico Paranaense.